# Замок Паланок

Федір Коріятович

За́мок Пала́нок (Мука́чівський за́мок) — замок у закарпатському місті Мукачево. Унікальний зразок середньовічної фортифікаційної архітектури з поєднанням різних стилів, пам'ятка архітектури національного значення (№ 168).

## Історія

### Від заснування до кінця XVIIст.

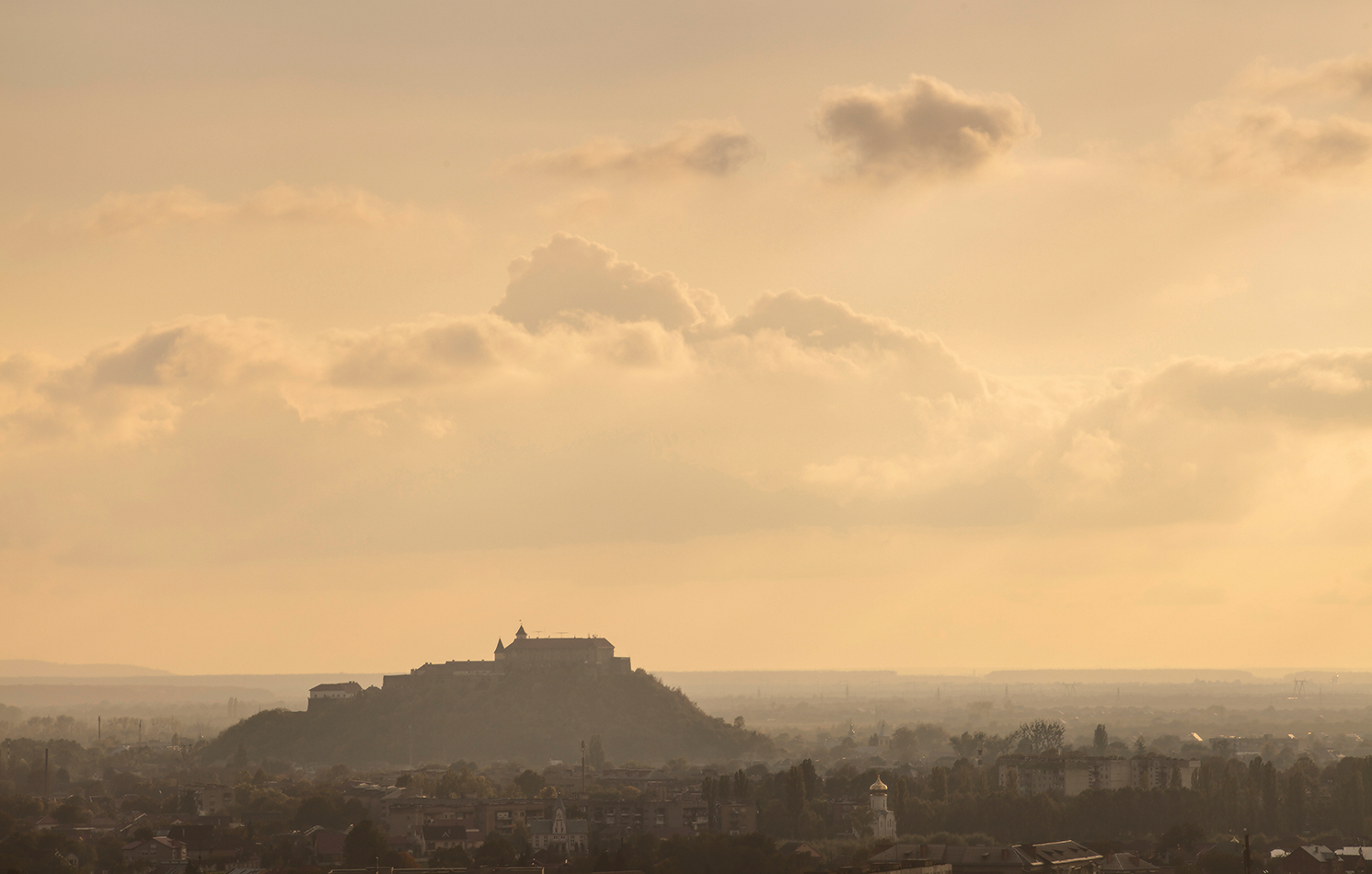
Вид на пагорб із замком та довколишню місцевість

Замок побудований на горі вулканічного походження заввишки 68 м і посідає площу 13 930 кв. м. Точний час заснування замку невідомий, але в документах, які позначаються XI століттям, він уже згадується.
Особливого значення надав замку угорський король Стефан І Святий, укріпивши його стіни. Справу Стефана І продовжив Св. Владислав.
У 1086 році Мукачівський замок взяли в облогу Половці, та вони не змогли його захопити.
У 1241 році на територію Угорського королівства напали монголи. Одним з перших пунктів їхнього нападу на королівство було Мукачево. 60-тисячна армія хана Батия вщент зруйнувала місто, та добре укріплений замок захопити не змогла.
З 1396 по 1414 року замком володів подільський князь Федір Коріятович. Він значно розбудував і зміцнив замок, перетворив його на свою резиденцію. Тоді ж у скелястій горі був вирубаний 85-метровий колодязь. Протягом XV—XVI століть замок побував у руках багатьох володарів, які його розбудовували та укріплювали. У цей час в оборонній системі замку було 14 веж, а у верхній частині був великий палац.
У 1567 році Мукачівський замок взяв у облогу Лазарус фон Швенді.
Мукачівський замок належав графу Миколаю Естергазі, який отримав його через одруження з Урсулою Дерсффі. У 1622 році за умовами Микульської угоди Мукачівський замок перейшов у володіння Габора Бетлена. Семигородський князь Юрій I Ракоці (Рагоцький) внаслідок війни, розпочатої з угорською родиною Естергазі, відвоював Мукачівський замок, який з того часу перебував у володінні родини Ракоці (Рагоцьких).
У 1633 р. Мукачівській замок придбав Трансильванський князь Юрій І Ракоці з правом успадкування. Князі династії Ракоці перетворили замок у столицю свого князівства і володіли ним до 1711 року. Після смерті Юрія І Ракоці в 1648 р. його дружина Жужанна Лорантффі продовжила розбудову замку і спорудила ще дві тераси — Середню і Нижню, а також зовнішнє оборонне кільце. У 1649 р. в замку побували посланці гетьмана Богдана Хмельницького, які вели переговори з Юрієм II Ракоці про спільні дії проти Польщі.
З 1685 по 1688 р. замок пережив одну з найбільших облог, яку здійснили війська Австрійського імператора. Керувала обороною замку вдова князя Ференца І Ракоці Ілона Зріні. Після захоплення замку австрійці його реконструювали, що зробило його найсильнішою фортецею на сході Австрійської імперії.

### Опис Мукачівської фортеці 1690р.
Фортеця мала потрійний захист, і в останньому (третьому) мурі розташовувався замок. У замку були також глибокі підвали в скелях, куди могло сховатися населення. Внизу біля гори розкинулась Паланка, тобто містечко, оточене палями та ровом з водою, завглибшки до 12 стоп. Навколо рову було болото. На території замку було зроблено критий вибитий в скелі колодязь, який виходив до водяного рову. Теодор Коріятович за дозволом угорських королів Карла та Людовика близько 1350 року вибудував тут великими зусиллями замок.

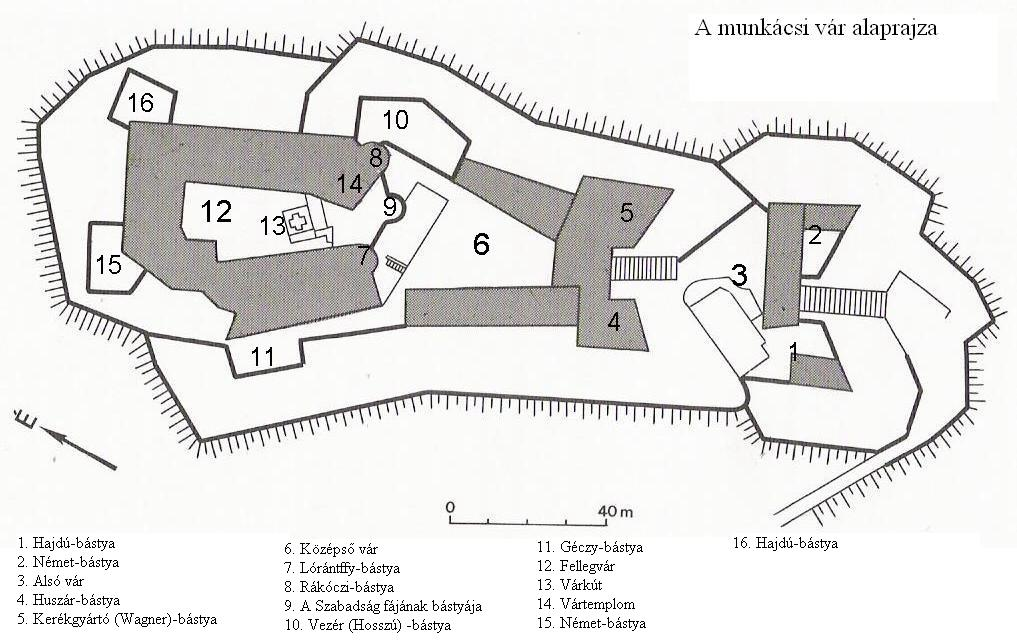
План замку

### XVIII—XXст.
З 1703 по 1711 р. замок став оплотом національно-визвольної війни угорського народу проти австрійського гніту. Очолив війну син Ілони Зріні Ференц II Ракоці.

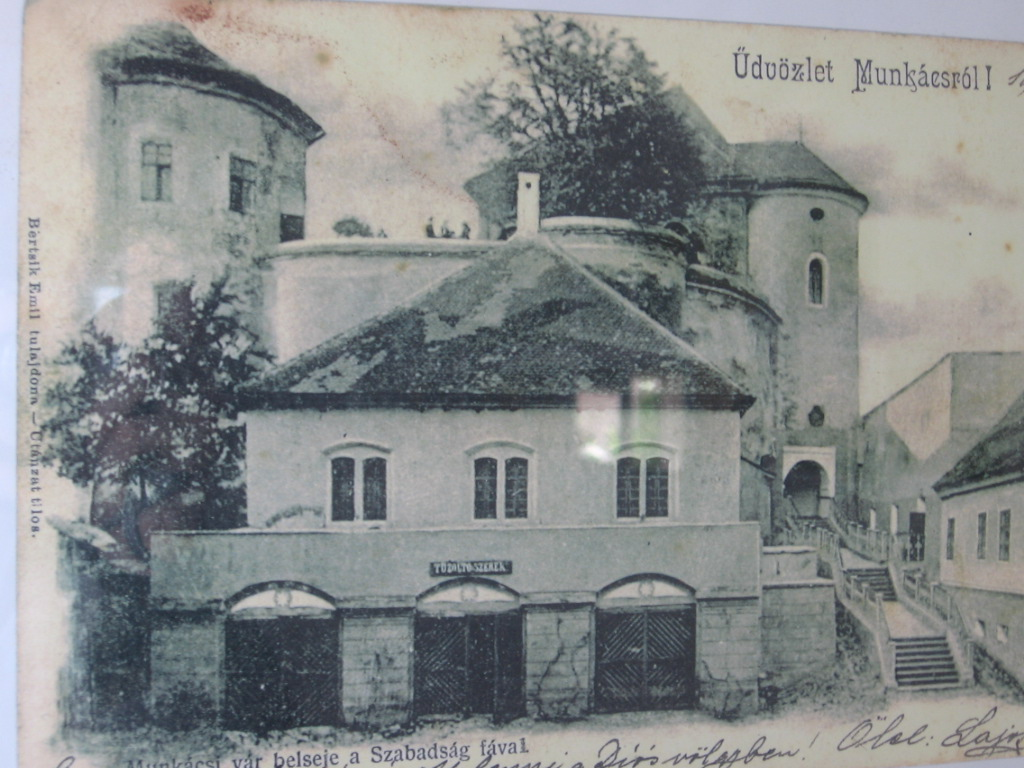
Дерево Свободи у замку

Після поразки визвольної війни замок поступово втратив своє стратегічне значення. У 1782 р. тут відкрилася політична в'язниця Австрійської монархії, в якій протягом більш ніж 100 років було заґратовано понад 20 тисяч в'язнів. У липні 1847 року замок-в'язницю відвідав видатний угорський поет Шандор Петефі. У 1848 році, під час Угорської революції, під натиском жителів Мукачева із в'язниці було випущено всіх в'язнів. Згодом на честь цього в замку посадили липу, відому як Дерево Свободи, що простояло на напівкруглому бастіоні внутрішнього двора до 1960 року. У 1896 р. в'язницю в замку було ліквідовано на честь тисячоліття приходу угрів до Європи, але фактично в'язниця продовжувала існувати до 1903 року. Найвідомішим в'язнем фортеці був російський революціонер Михайло Бакунін. 1897 року Паланок викупило міністерство юстиції Австро-Угорщини. Замок поступово приходив у занепад та руйнувався.

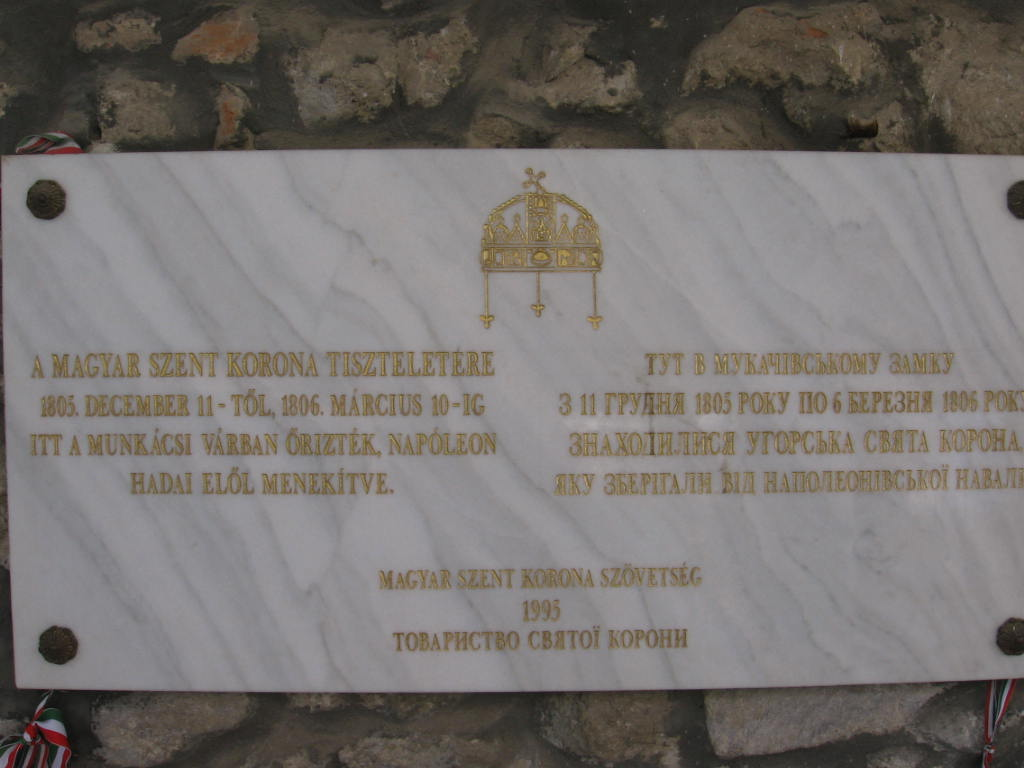
Меморіальна дошка про охорону Святої Корони в замку

Під час наполеонівських війн, а саме з 11 грудня 1805 р. до 10 березня 1806 р., угорська Свята Корона знаходилася під охороною на зберіганні в замку.
У період Чехословацької республіки (1919—1938 роки) в замку були розташовані військові частини. Під час Другої Світової війни замок займали угорські війська. Після вигнання радянськими військами угорських військ у 1944 році та приєднання Закарпаття до України в замку містилося профтехучилище.

## Замок у XXI столітті
Нині в Мукачівському замку розміщений історичний музей.
15 квітня 2009 року Верховна Рада України ухвалила постанову "Про заходи щодо збереження пам'ятки культурної спадщини замку «Паланок», в якій рекомендовано:
1. Генеральній прокуратурі здійснити перевірку законності рішень Мукачівської міськради щодо передачі замку «Паланок» до комунальної власності та вжити відповідних заходів прокурорського реагування
2. Кабміну розробити в установленому порядку заходи зі створення державного історико-архітектурного заповідника "Замок «Паланок» з віднесенням його до сфери управління Міністерства культури і туризму та обов'язково визначити необхідне фінансування для утримання замку.

Віднедавна замок став доступним для перегляду в Google Street View.
5 жовтня 2018 року у замку з'явилася Кімната історичної пам'яті князя Федора Коріятовича, присвячена біографії литовського шляхтича, який був одним з будівничих фортеці.
У 2022 році встановили Тризуб замість угорського турула. «Сьогодні на знаковому для нашої громади та всього Закарпаття місці, на території замку „Паланок“, на честь наших героїв захисників та захисниць, встановили наш національний символ, малий Державний Герб України — Тризуб», — написав міський голова Мукачева Андрій Балога.

## Легенда
Легенда розповідає про появу колодязя: коли в ньому виникла потреба, то князь наказав копати криницю. Хоч як довго її рили, все ніяк не могли дістатися до води. Щодня чуючи один і той же вислів: «Пресвітлий княже, води немає». Коріятович усе більше не вірив, що можна буде викопати колодязь. Аж якось одного дня до князя прийшов чорт і запропонував угоду: мішок золота в обмін за заповнення криниці водою. Але виявилося, що грошей у казні немає, тож князь не може заплатити нечистому. Князь пропонував душу, але той відмовився, вимагаючи грошей. Один з вірних лицарів Коріятовича, підслухавши розмову князя з чортом, запропонував йому обдурити того: «Федоре, мішок золота необов'язково має бути великий: маленький — теж мішок». Вкинувши у мішок дві останні золоті монети, його віддали чорту, а той, страшенно обурившись, заявив: «Все одно води не питимете», і з цими словами стрибнув у колодязь. З того часу з глибин колодязя кожного вечора чути, як на дні виє чорт через те, що його обдурили.
Інша версія (про яку розповідають на екскурсії у замку)[джерело?]:
Чорт не казав ціну, а просто допоміг вирити колодязь (всередині він з цільного каменю). А коли настав час розплатитися чорт вимагав два мішки золота. Князь витратив усі гроші і в нього залишилося тільки 2 золоті монети. Коли його дружина дізналася про проблему запропонувала просто пошити дуже малі мішечки, щоб туди ледве вміщалася одна монета. І кинули ці мішечки у колодязь.

## Галерея

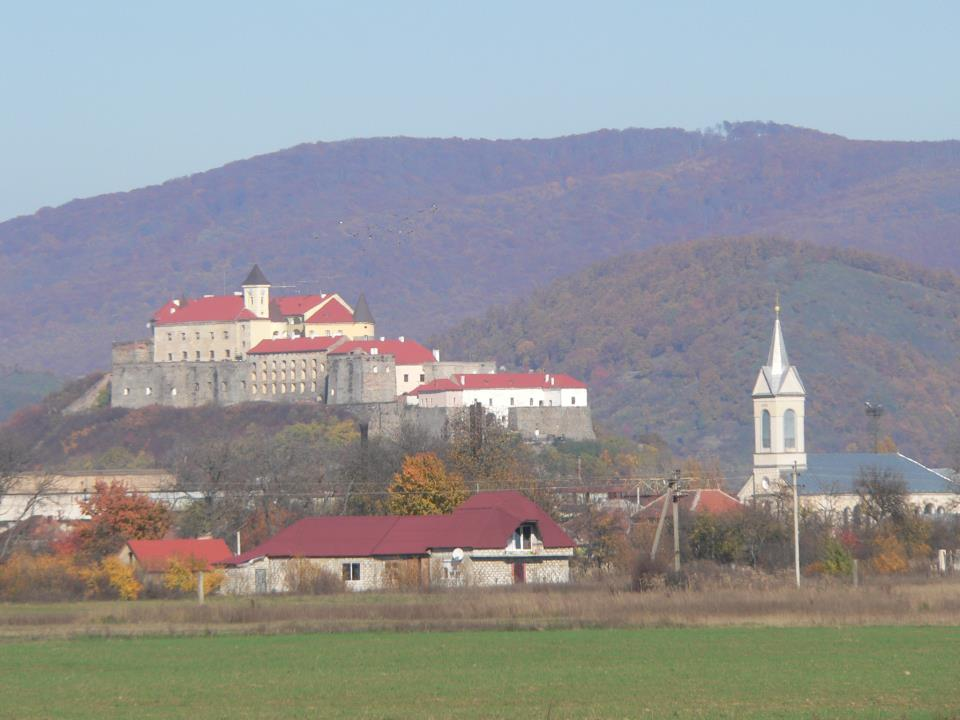
Замок на тлі Карпатських гір
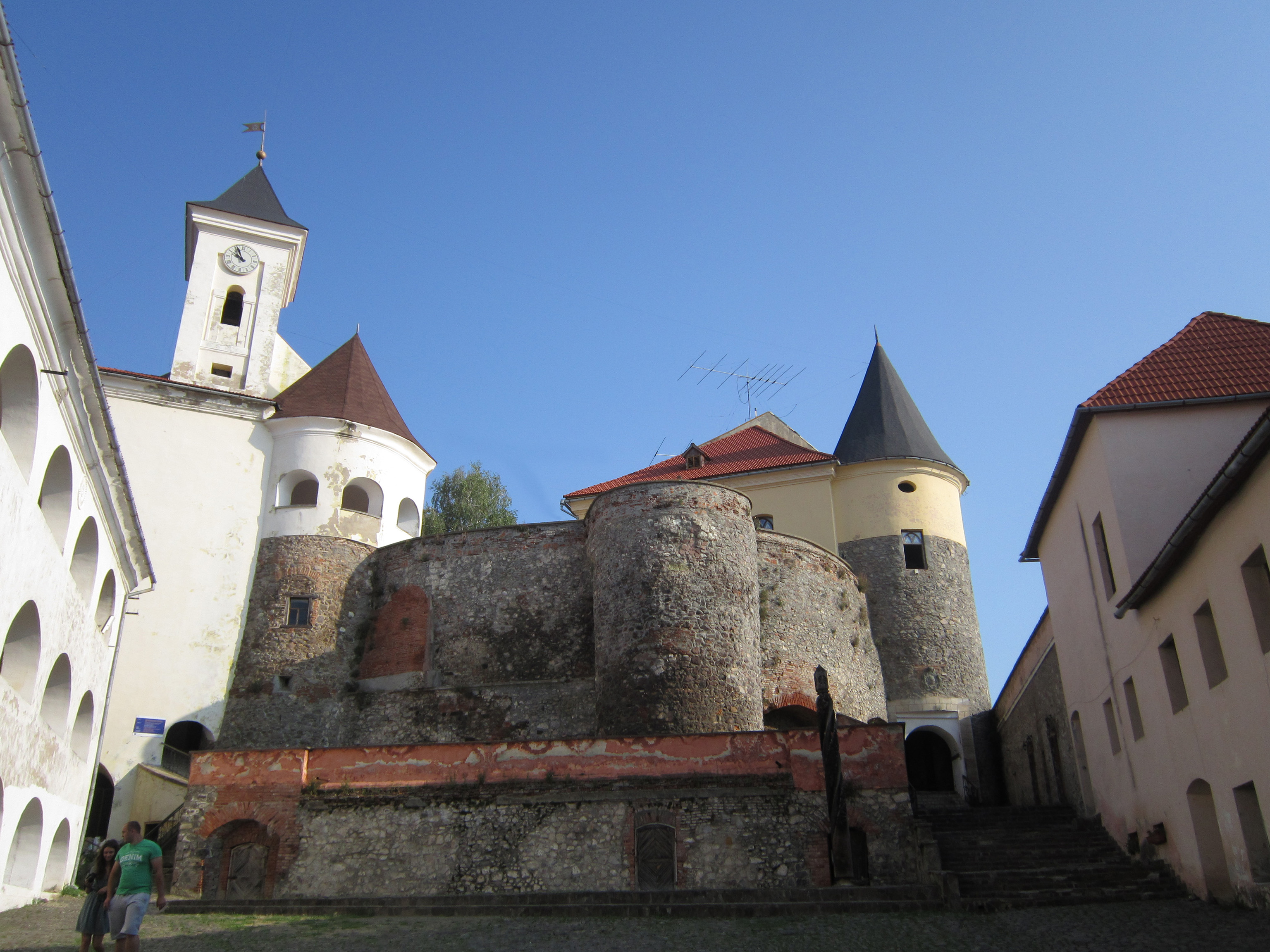
Вигляд на площу Ракоці
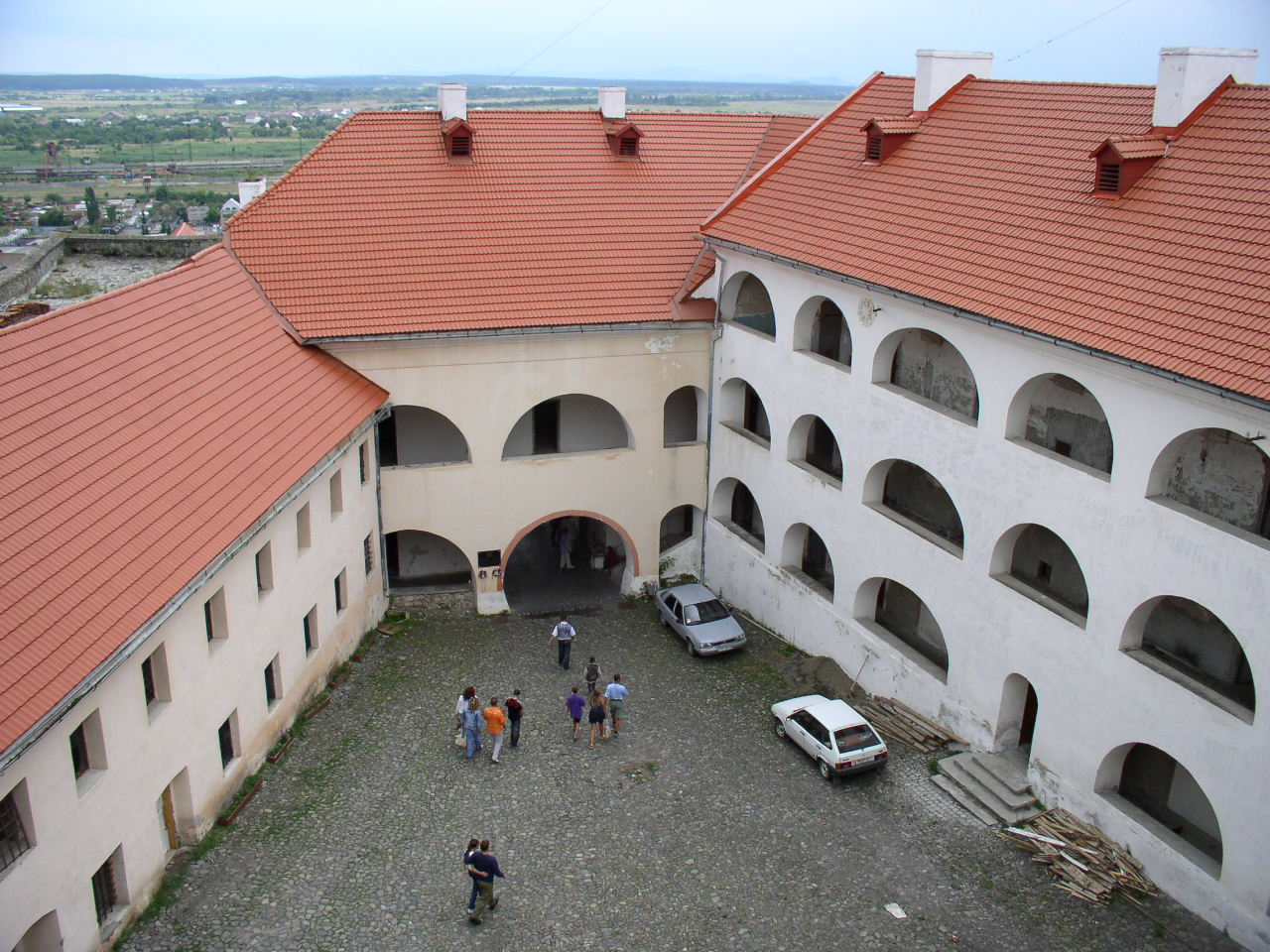
Внутрішній двір замку, сучасний вигляд із даху
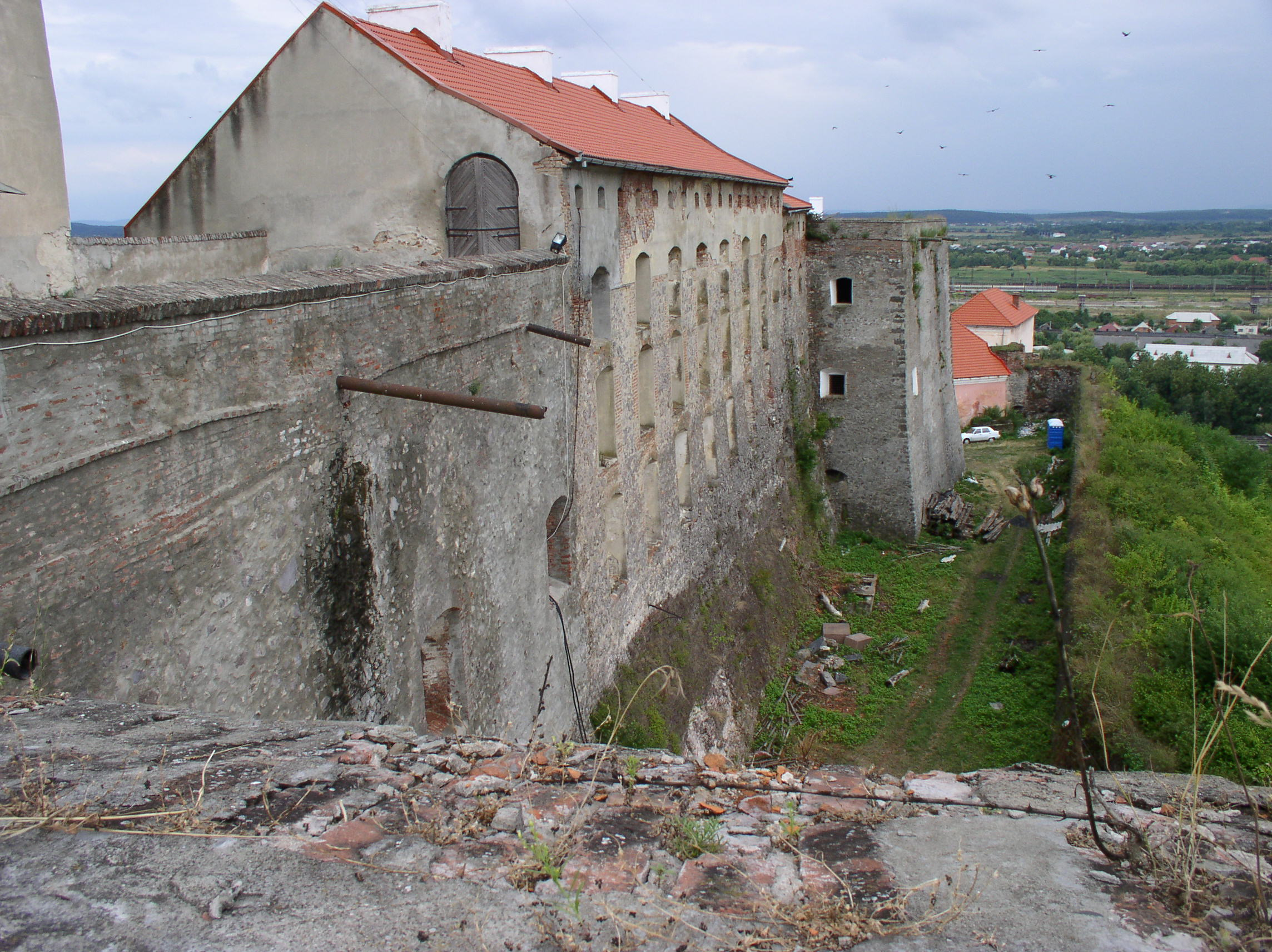
Деякі частини замку перебувають у жалюгідному стані
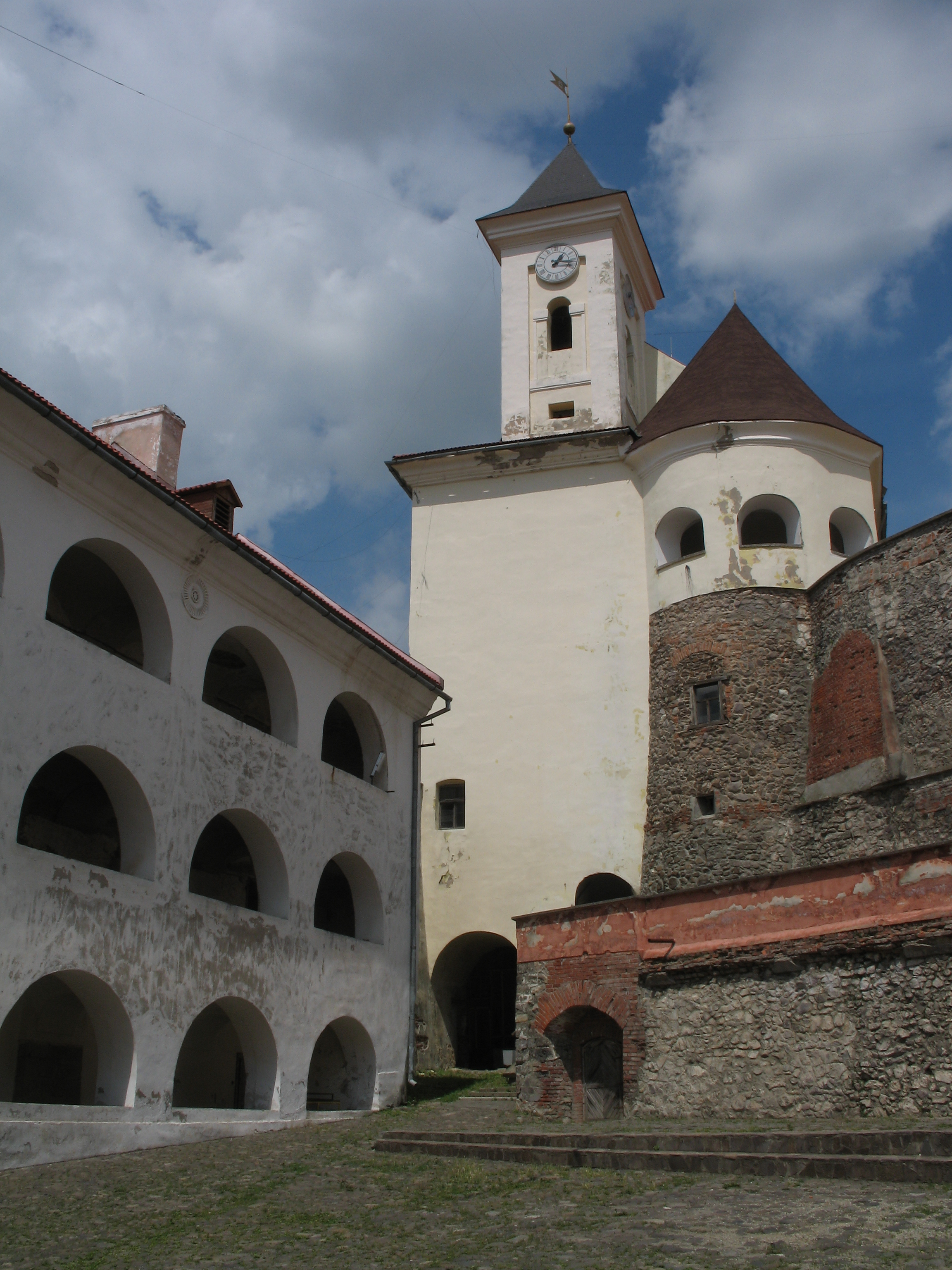
Годинникова башта (Верхній замок)
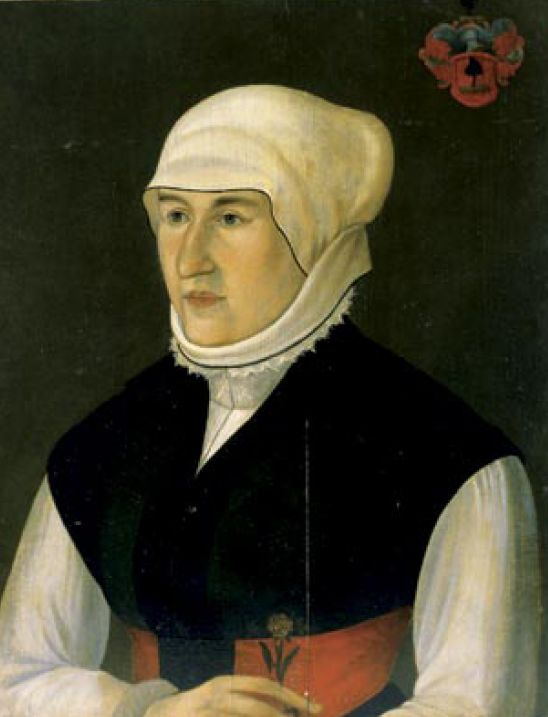
Жужана Лорантфі
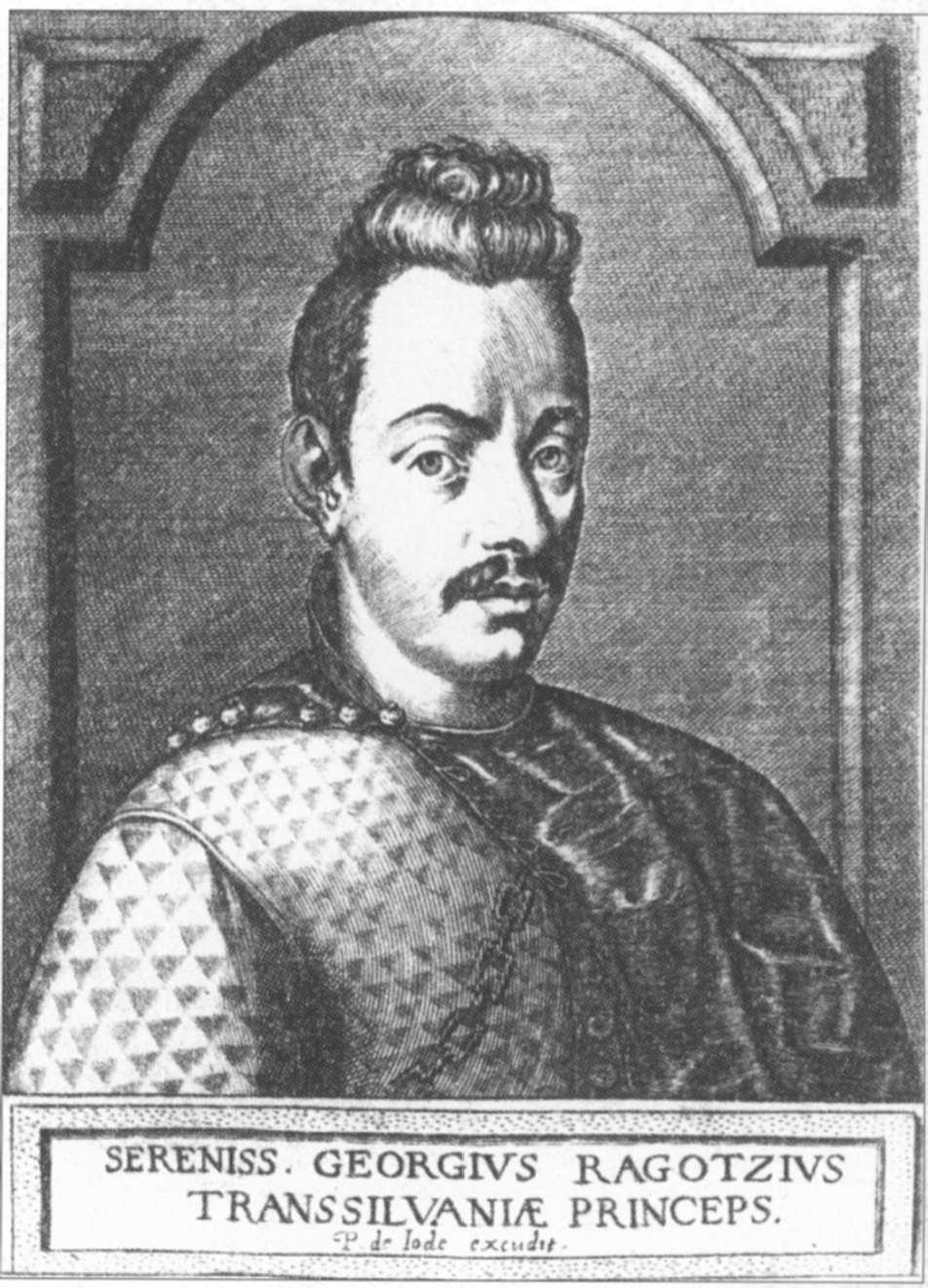
Дєрдь II Ракоці
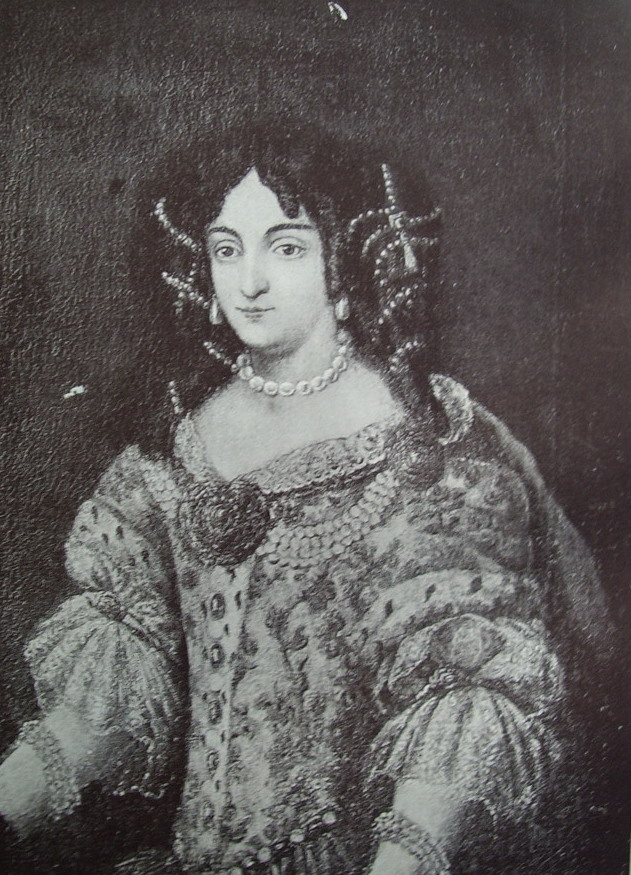
Ілона Зріні
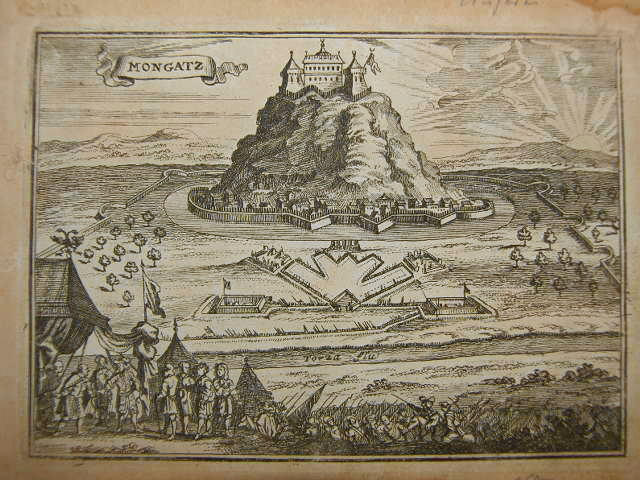
Облога замку 1686 р.
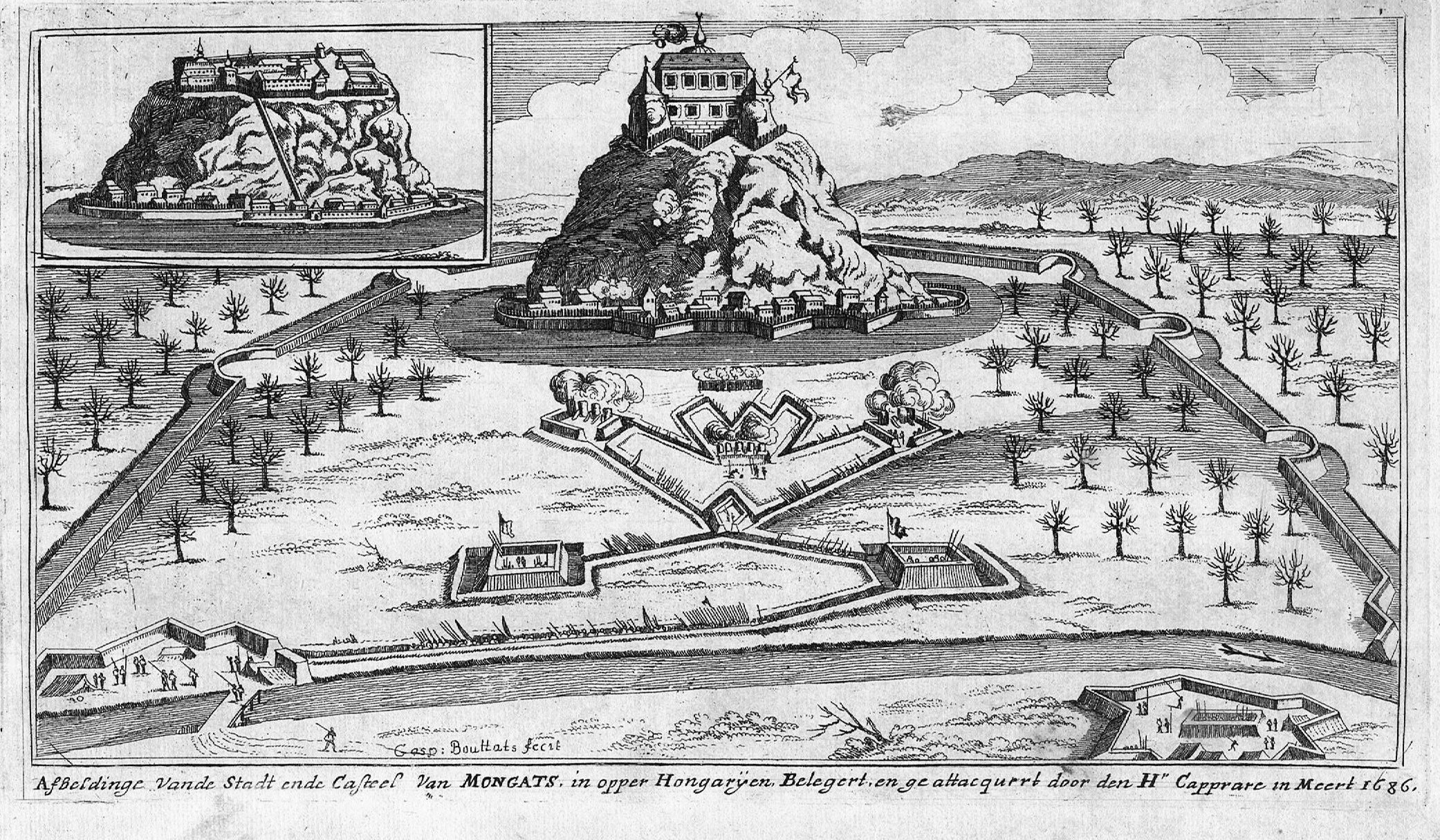
Облога замку 1686 р.
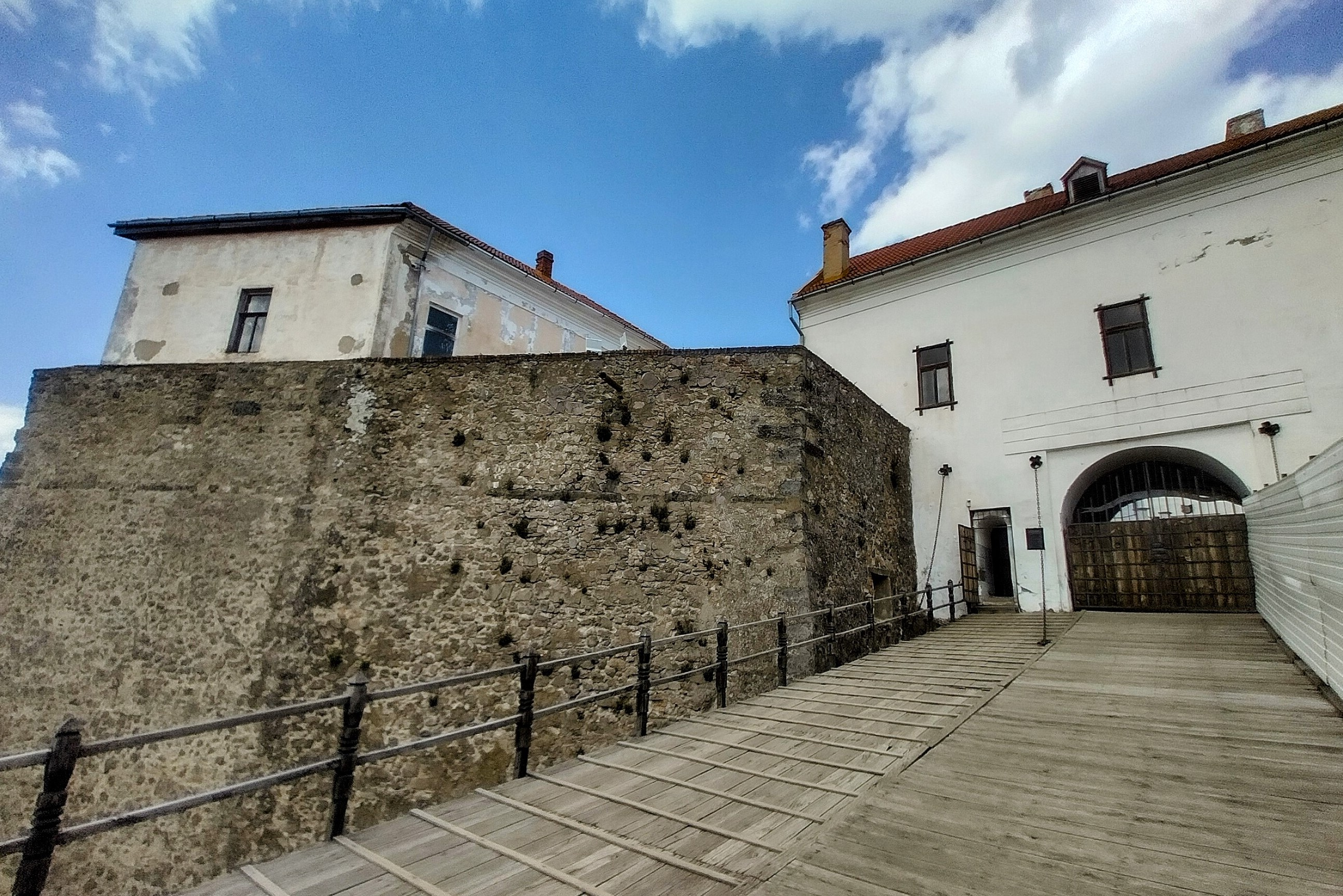
Нижня брама
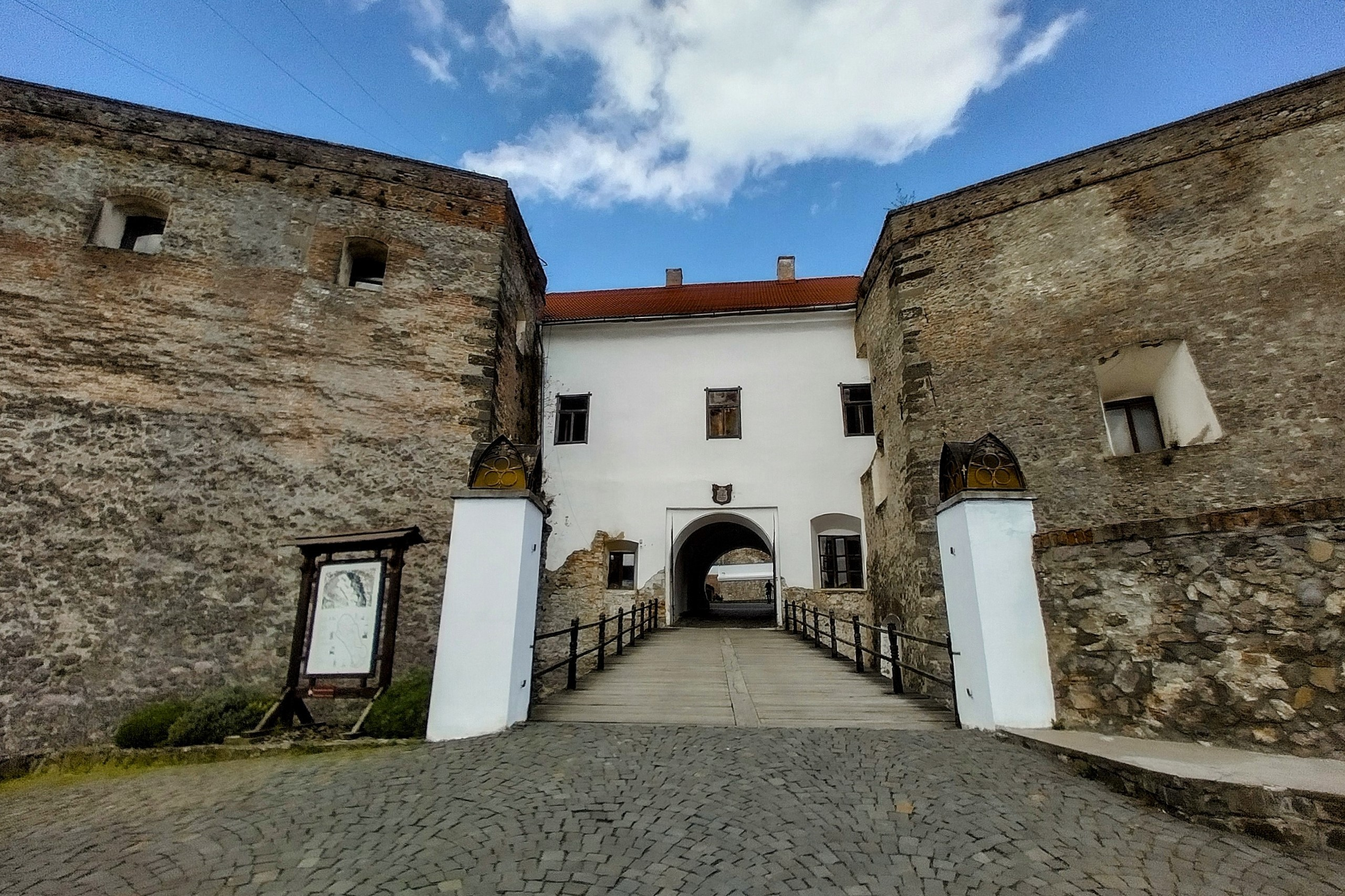
Внутрішні ворота
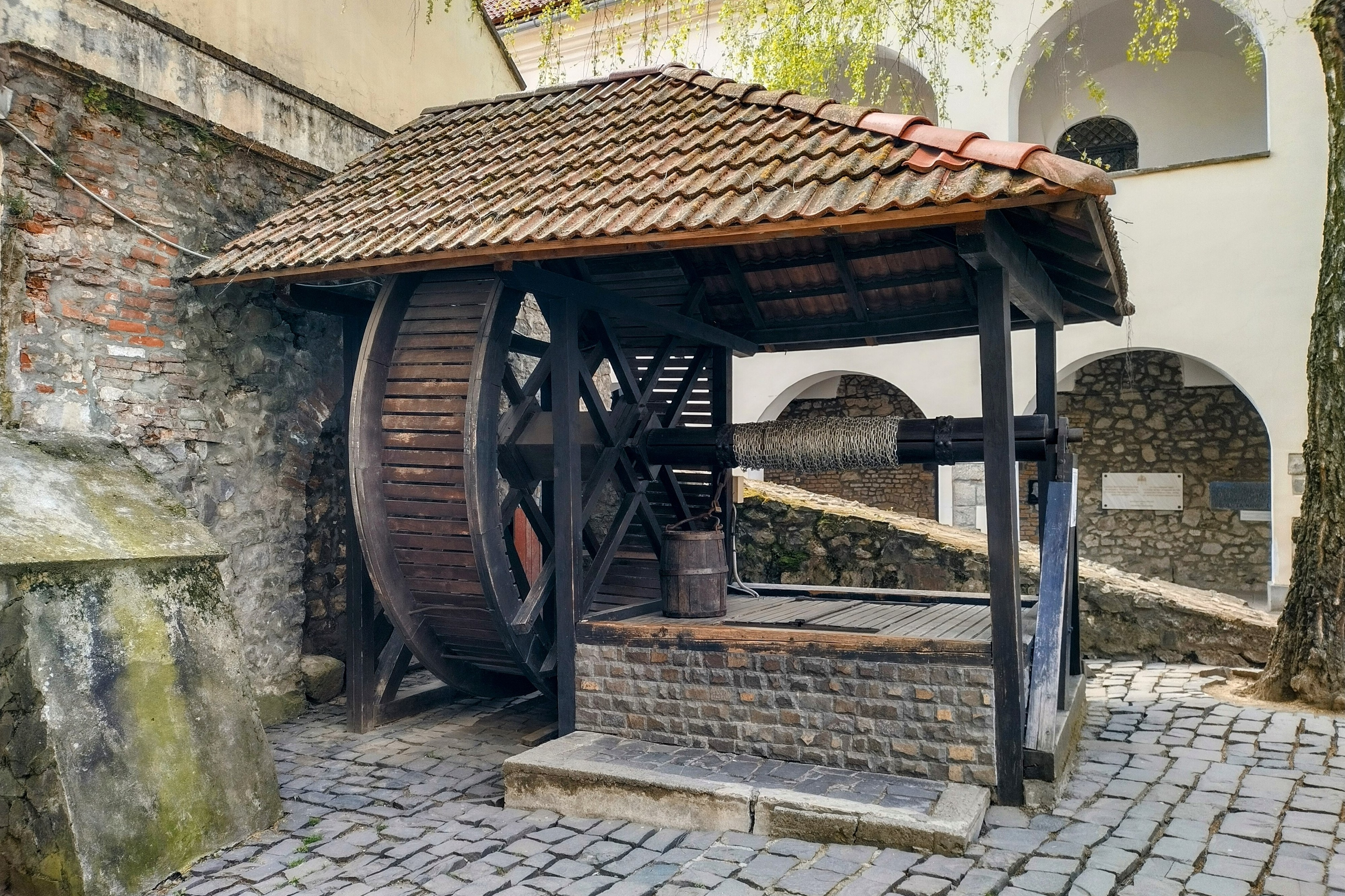
Замкова криниця
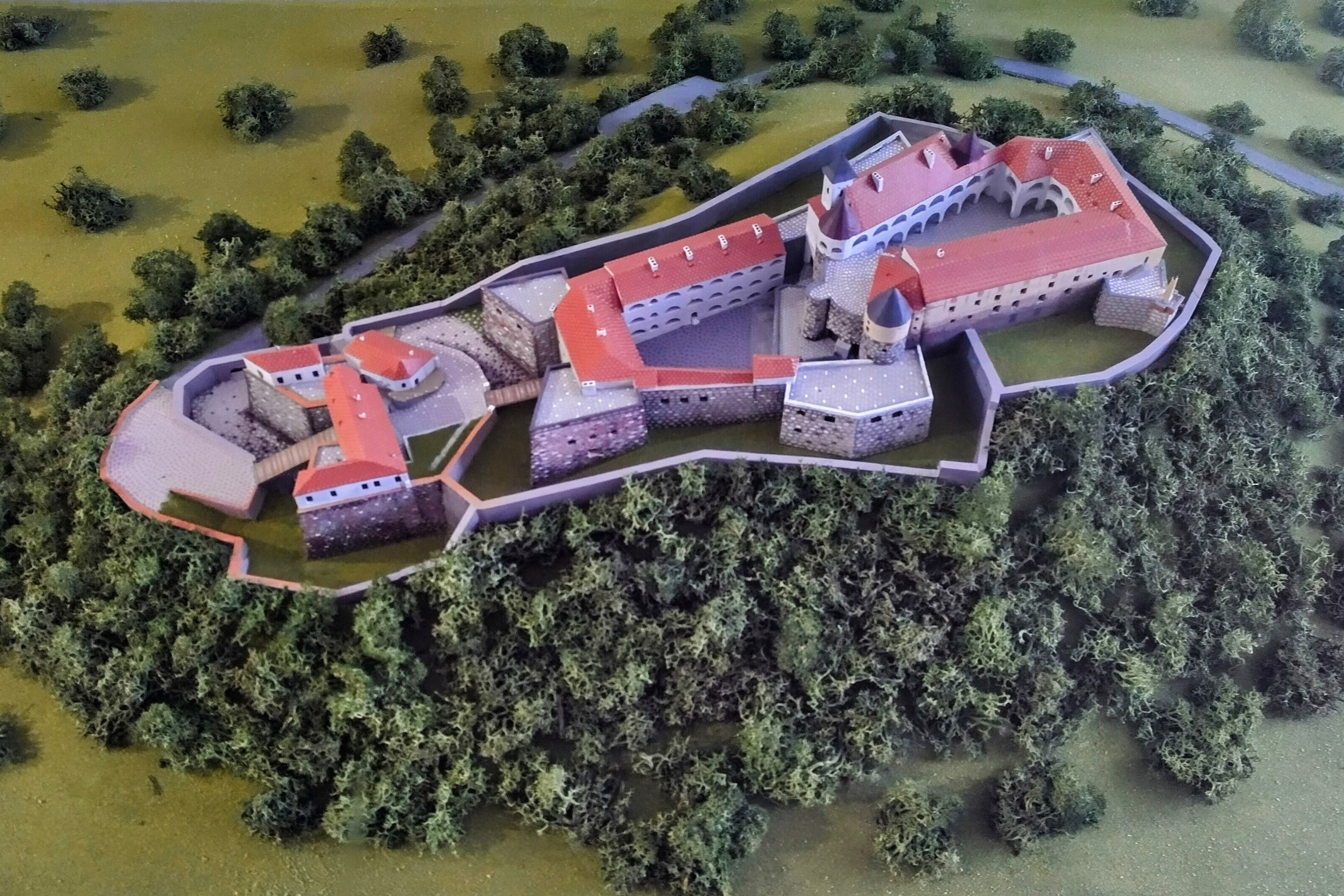
Макет замку в музеї
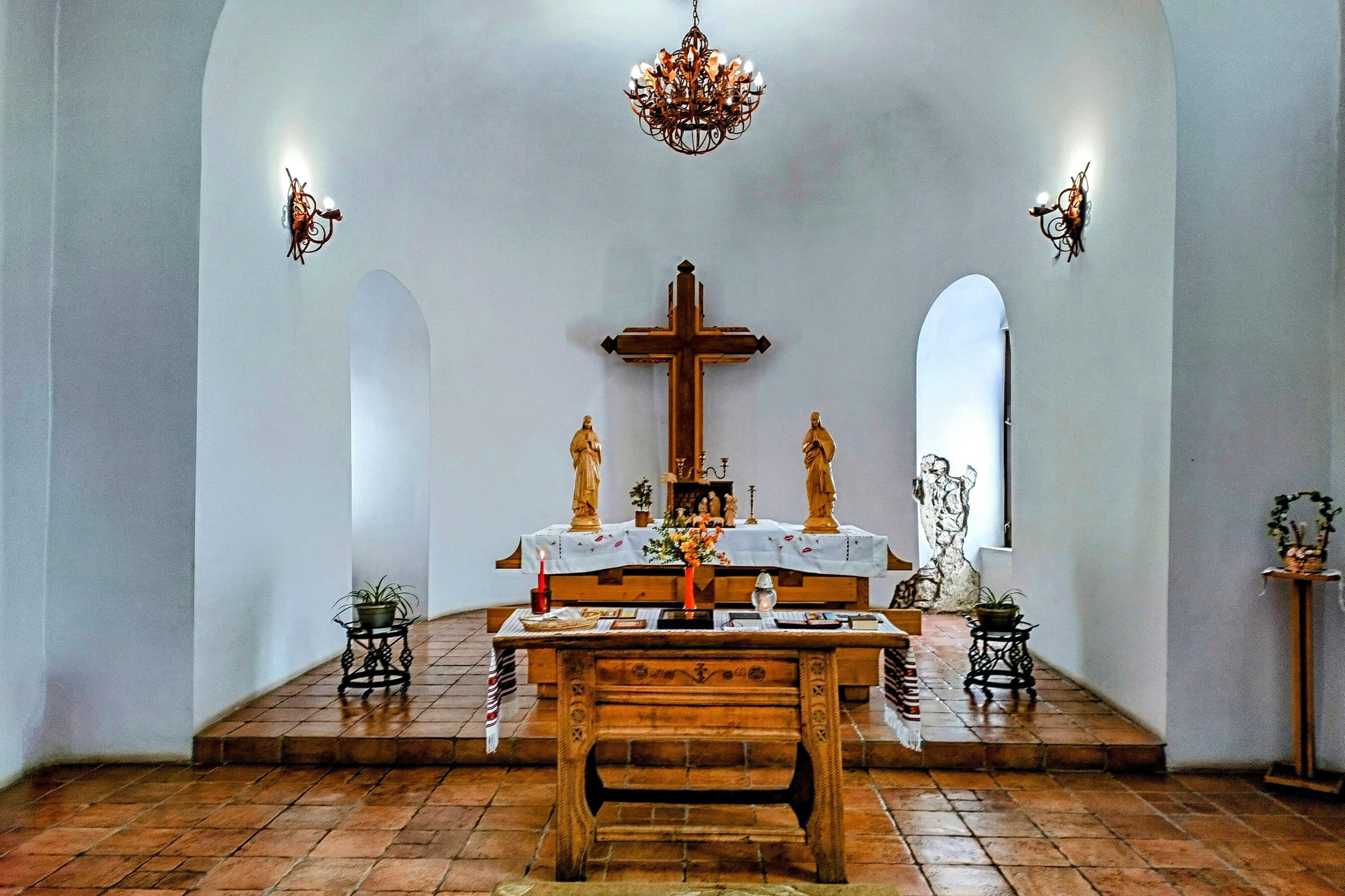
Замкова каплиця